# Несо
Несо (итал. Nesso) је насеље у Италији у округу Комо, региону Ломбардија.
Према процени из 2011. у насељу је живело 1092 становника. Насеље се налази на надморској висини од 319 м.

## Становништво
Према резултатима пописа становништва 2011. у општини је живело 1.241 становника.
| 1931. | 1936. | 1951. | 1961. | 1971. | 1981. | 1991. | 2001. | 2011. |
| ----- | ----- | ----- | ----- | ----- | ----- | ----- | ----- | ----- |
| 1.608 | 1.611 | 1.703 | 1.563 | 1.416 | 1.374 | 1.357 | 1.302 | 1.241 |